# 江東区立南砂小学校
江東区立南砂小学校（こうとうくりつ みなみすなしょうがっこう）は、東京都江東区南砂2丁目にある区立小学校。

## 概要
- 本校は、南砂西小学校と南砂東小学校が統合して開校した。

## 沿革
- 2000年（平成12年）4月1日 - 開校。
- 2001年（平成13年）
  - 1月10日 - 校章制定。
  - 3月8日 - 校歌制定。
  - 3月23日 - 第1回卒業証書授与式挙行。
- 2003年（平成15年）3月20日 - 校庭整備工事完了。
- 2004年（平成16年）
  - 3月31日 - フェンス改修工事完成。
  - 12月24日 - プール改修工事完成。
- 2005年（平成17年）
  - 1月13日 - 電動バスケット建設設置工事完成。
  - 5月9日 - 裏門建設。
  - 5月15日 - 正門付近の改修工事完成。
- 2006年（平成18年）
  - 2月10日 - 体育館屋根の塗装工事完成。
  - 3月15日 - 体育館緞帳設置工事完成。
- 2009年（平成21年）7月 - この月から12月まで、普通教室の耐震補強工事実施。
- 2012年（平成24年）4月1日 - きっずクラブ南砂併設。
- 2014年（平成26年）4月1日 - オリンピック教育推進校。
- 2015年（平成27年）6月20日 - 開校15周年記念児童集会開催。
- 2016年（平成28年）
  - 4月1日 - オリンピック教育推進校。
  - 10月 - 家庭科室と理科室の改修実施。
- 2018年（平成30年）7月 - この月から10月まで、校舎北側と体育館のトイレを改修。
- 2020年（令和2年）4月1日 - すまいる学級開設。
- 2021年（令和3年）8月 - 体育館照明LED化。

## 児童数
| 学年 | 1年 | 2年 | 3年 | 4年 | 5年 | 6年 | 特別支援 （すまいる） | 合計          |
| ---- | --- | --- | --- | --- | --- | --- | --------------------- | ------------- |
| 学級 | 2   | 2   | 2   | 2   | 2   | 2   | 不明                  | 12 （通常級） |
| 児童 | 70  | 58  | 63  | 66  | 64  | 68  | 7                     | 396           |

## 通学区域
出典
- 南砂2丁目（2番・3番・38番）
- 新砂1丁目（2番～13番）
- 新砂2丁目（全域）
- 新砂3丁目（4番37号～4番44号）
- 新木場1丁目（全域）
- 新木場2丁目（全域）
- 新木場3丁目（全域）
- 新木場4丁目（全域）
- 夢の島1丁目（全域）
- 夢の島2丁目（全域）
- 夢の島3丁目（全域）
- 若洲1丁目（全域）
- 若洲2丁目（全域）
- 若洲3丁目（全域）

## 進学先中学校
出典
公立学校に進学する場合
- 江東区立南砂中学校

## 交通
- 都営バス「亀21」・「急行05」・「錦18」・「都07」・「両28出入」の各系統で、「日曹橋」バス停から、
  - 1番のりばより、徒歩約360m・約6分。
  - 2番のりばより、徒歩約330m・約5分。
    - なお、バス停から学校敷地までは、最短の直線距離で約100mだが、JR越中島支線を跨ぐ道路や跨線橋が無い為、大きく遠回りとなる。
- 東京メトロ東西線南砂町駅（出口1）から、徒歩約580m・約9分。
  - なお、学校付近の地下に東西線が通るが、付近に駅は無い。

## 学校周辺
- 江東区立南砂中学校 - 主な進学先中学校
- 南砂歯科
- 江東区立みどり幼稚園 - 進級前幼稚園のひとつ
- 江東区立南砂第三保育園 - 進級前保育園のひとつ
- JKK東京（東京都住宅供給公社）南砂住宅
  - 江東南砂団地内郵便局
- 南砂高齢者在宅サービスセンター
- JR東日本越中島支線
- 東京都道10号東京浦安線
- 南砂2丁目南公園
- 江東区立深川第二中学校
- 江東区立南砂第二保育園